# ليونارد ارين
ليونارد ارين (بالإنجليزية: Leonard Warren)‏ هو مغني أوبرا وموسيقي ومغني أمريكي، ولد في 21 أبريل 1911 في نيويورك في الولايات المتحدة، وتوفي بنفس المكان في 4 مارس 1960 بسبب نوبة قلبية.

## وصلات خارجية
- ليونارد ارين على موقع IMDb (الإنجليزية)
- ليونارد ارين على موقع الموسوعة البريطانية (الإنجليزية)
- ليونارد ارين على موقع ميوزك برينز (الإنجليزية)
- ليونارد ارين على موقع إن إن دي بي (الإنجليزية)
- ليونارد ارين على موقع أول ميوزيك (الإنجليزية)
- ليونارد ارين على موقع ديسكوغز (الإنجليزية)
- ليونارد ارين على موقع قاعدة بيانات الفيلم (الإنجليزية)